# بانبرشاید
بانبرشاید (به آلمانی: Bannberscheid) یک شهر در آلمان است که در وستروالدکرایس واقع شده‌است.